# روز جهانی مالاریا

روز جهانی مالاریا (انگلیسی: World Malaria Day) به صورت مخفف «ٌWMD» یک رعایت جهانی‌ست که هر ساله در ۲۵ آوریل برگزار شده و به عنوان تلاش جهانی برای کنترل مالاریا شناخته می‌شود. در جهان ۳٫۳ میلیون نفر در ۱۰۶ کشور در خطر ریسک ابتلا به مالاریا هستند. در سال ۲۰۱۲ مالاریا به‌طور تخمینی ۶۲۷٬۰۰۰ کشته غالباً در کودکان آفریقایی داده‌است. آسیا، آمریکای لاتین و کمتر در خاورمیانه و قسمت‌هایی از اروپا نیز تحت تأثیر بوده‌اند.

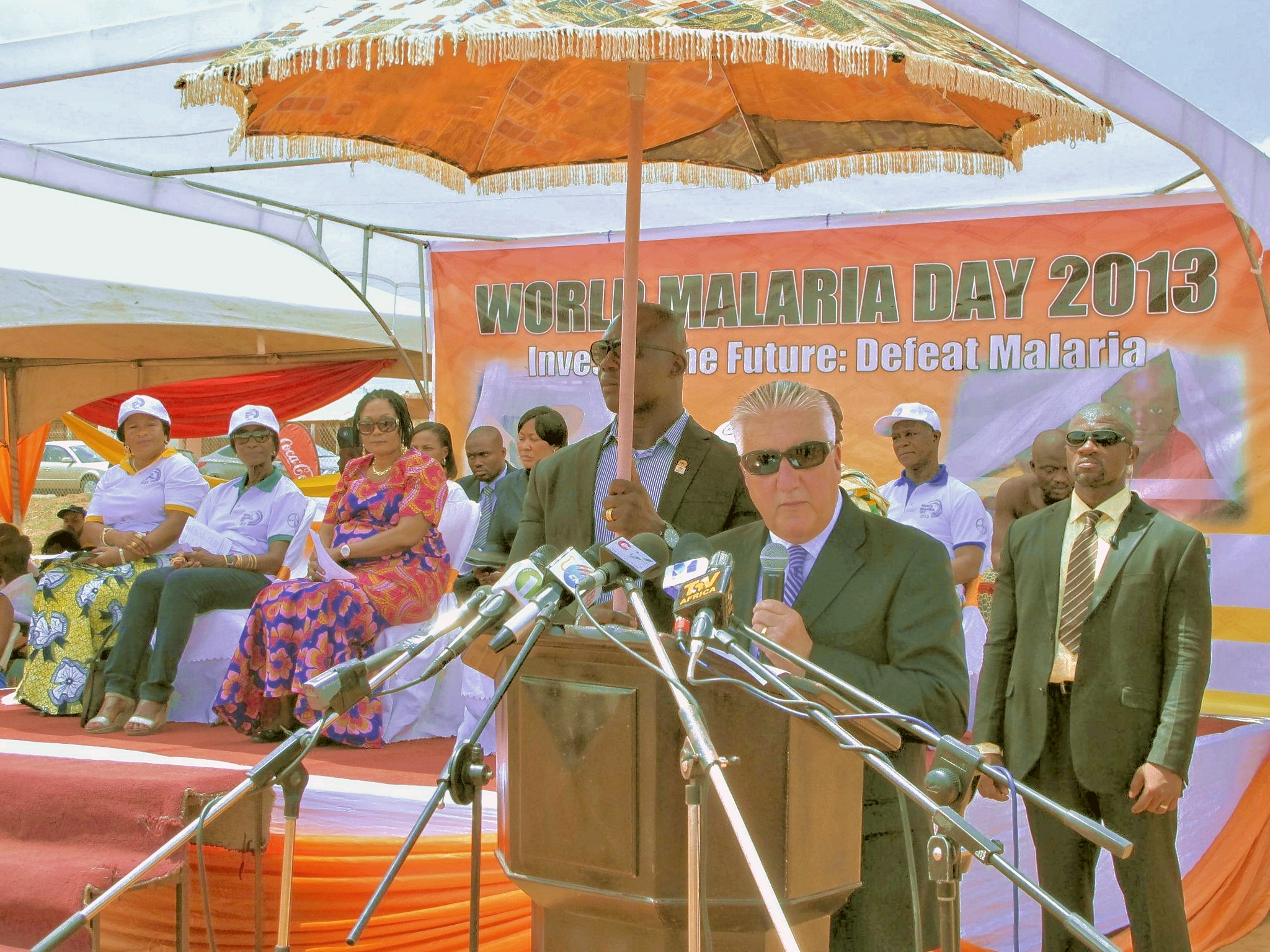
روز جهانی مالاریا

## تاریخچه
روز جهانی مالاریا در می ماه سال ۲۰۰۷ میلادی توسط شصتمین نشست مجمع جهانی بهداشت تشکیل شد.

## فرهشت‌ها
هر ساله در این روز روی یک فرهشت (موضوع) متمرکز می‌شوند. فرهشت حاضر و فرهشت‌های قبلی بدین قرار است:
- روز جهانی مالاریا در ۲۰۱۹-۲۰۲۰-۲۰۲۱: «مالاریا صفر با من شروع می‌شود»
- روز جهانی مالاریا در ۲۰۱۸: «آماده برای نابودی مالاریا»
- روز جهانی مالاریا در ۲۰۱۶–۲۰۱۷: «مالاریا را به پایان برسانید»
- روز جهانی مالاریا در ۲۰۱۳-۲۰۱۴-۲۰۱۵: «مرحله بعدی: شکست مالاریا»
- روز جهانی مالاریا در ۲۰۱۲: «همواره پیشرفت، نجات زندگی: سرمایه‌گذاری در مالاریا»
- روز جهانی مالاریا در ۲۰۱۱: «برنامه‌ریزی و مقابله»
- روز جهانی مالاریا در ۲۰۰۹–۲۰۱۰: «شمارش معکوس مالاریا»
- روز جهانی مالاریا در ۲۰۰۸: «مالاریا: یک بیماری بدون مرز»